# Percussion Academia
Percussion Academia ist ein ehemaliges Weltmusikensemble, das 1978 gegründet wurde.
Das Ensemble bestand aus Sigi Schwab (Gitarre), Guillermo Marchena und Freddie Santiago. Schwab, klassischer Gitarrist mit Hang zum Jazzrock-Fusion, hatte in den 1970er Jahren etwa mit Wolfgang Dauner, Eberhard Schoener, Peter Trunk, Art Farmer und Astor Piazzolla gespielt. Zu der Zeit arbeitete er auch mit Peter Horton (Guitarissimo 1980) und Chris Hinze (Backstage 1983) zusammen. Neben diesen Gitarrenformationen und seinen klassischen Einspielungen wollte er auch ein Zusammenspiel mit Schlagwerk.
Marchena war an Klaus Doldingers Passport beteiligt, Santiago kam von Peter Herbolzheimer Rhythm Combination & Brass. Das Ensemble gilt als ein Vertreter der frühen Weltmusik.
Gemeinsam arbeiteten sie 15 Jahre zusammen, spielten  mehrere CDs ein und unternahmen zahlreiche Tourneen. 1984 konzertierten sie unter anderem bei den 1. Ingolstädter Jazztagen.
Ab 1987 spielte Hilko Schomerus für ein knappes Jahr in dem Projekt mit. Den Ensemblenamen Percussion Academia änderte Sigi Schwab nach dem frühen Ableben Marchenas im Jahr 1994 in Percussion Projekt und führte die Gruppe mit Andreas Keller und Ramesh Shotham weiter.
Das Debütalbum Rondo a Tre wurde im April 1983 in den Union Studios in München aufgenommen. Die Erstauflage wurde im damals umstrittenen DMM-Verfahren gepresst.

## Diskografie
- 1983: Rondo A Tre
- 1985: Silversand
- 1995: Sigi Schwab & Percussion Academia Live